# Jack Smith (sciatore)
Jack Smith (24 aprile 2001) è uno sciatore alpino statunitense.

## Biografia
Sciatore polivalente originario di Sun Valley e attivo dall'agosto del 2017, in Nor-Am Cup Smith ha esordito il 28 febbraio 2018 a Copper Mountain in discesa libera (41º) e ha conquistato il primo podio il 12 dicembre 2022 a Beaver Creek in slalom gigante (2º); ha debuttato in Coppa del Mondo il 28 gennaio 2024 a Garmisch-Partenkirchen in supergigante (43º). Non ha preso parte a rassegne olimpiche o iridate.

## Palmarès

### Nor-Am Cup
- Miglior piazzamento in classifica generale: 2º nel 2023
- 5 podi:
  - 4 secondi posti
  - 1 terzo posto

### Campionati statunitensi
- 1 medaglia:
  - 1 argento (supergigante nel 2025)